# Verwaltungsgemeinschaft Muldestausee
In der Verwaltungsgemeinschaft Muldestausee waren im sachsen-anhaltischen Landkreis Bitterfeld die Gemeinden Friedersdorf, Mühlbeck, Muldenstein und Pouch zusammengeschlossen. Am 1. Januar 2005 wurde sie aufgelöst, indem die Gemeinden Muldenstein und Pouch mit der Verwaltungsgemeinschaft Schmerzbach zur neuen Verwaltungsgemeinschaft Muldestausee-Schmerzbach fusionierten, während die Gemeinden Friedersdorf und Mühlbeck in die Verwaltungsgemeinschaft Bitterfeld eingegliedert wurden.